# Ramos Mejía
Ramos Mejìa est une ville d'Argentine située dans la province de Buenos Aires. Elle se trouve dans le département (partido) de La Matanza et fait partie du premier cordon urbain du Grand Buenos Aires.
La ville a une superficie de 11,9 km2 et une population de 97 076 (INDEC, 2001). C'est un des plus grands quartiers commerciaux dans la zone ouest du Grand Buenos Aires.